# Плавание в ластах на Всемирных играх 2005
Плавание в ластах на Всемирных играх 2005 включало розыгрыш десяти комплектов медалей.

## Призёры

### Мужчины
| Дисциплина       | Золото                                                                          | Серебро                                                                      | Бронза                                                                     |
| ---------------- | ------------------------------------------------------------------------------- | ---------------------------------------------------------------------------- | -------------------------------------------------------------------------- |
| 50 м, апнеа      | Евгений Скорженко                                                               | Николай Товер                                                                | Игорь Сорока                                                               |
| 100 м в ластах   | Андрей Бураков                                                                  | Юань Хайфэн                                                                  | Александр Панютин                                                          |
| 200 м в ластах   | Павел Кабанов                                                                   | Николай Резников                                                             | Виктор Панёв                                                               |
| 400 м в ластах   | Николай Резников                                                                | Иоаннис Цурунакис                                                            | Лоренцо Минисола                                                           |
| Эстафета 4х100 м | Андрей Бураков · Евгений Скорженко · Александр Панютин · Павел Кабанов · Россия | Дмитрий Сидоренко · Виктор Панёв · Дмитрий Артемчук · Игорь Сорока · Украина | Риккардо Галли · Доренцо Минисола · Чезаре Фумарола · Андреа Нава · Италия |

### Женщины
| Дисциплина       | Золото                                                                              | Серебро                                                | Бронза                                                                |
| ---------------- | ----------------------------------------------------------------------------------- | ------------------------------------------------------ | --------------------------------------------------------------------- |
| 50 м, апнеа      | Анастасия Глухих                                                                    | Чжу Баочжэн                                            | Галия Саттарова                                                       |
| 100 м в ластах   | Чжу Баочжэн                                                                         | Василиса Кравчук                                       | Лю Ци                                                                 |
| 200 м в ластах   | Василиса Кравчук                                                                    | Валентина Артемьева                                    | Лю Ци                                                                 |
| 400 м в ластах   | Чэнь Сяопин                                                                         | Екатерина Политько                                     | Каролин Штут                                                          |
| Эстафета 4х100 м | Валентина Артемьева · Светлана Дедюх · Анастасия Глухих · Василиса Кравчук · Россия | Чжу Баочжэн · Чжун Цзеся · Чэнь Сяопин · Лю Ци · Китай | Баэ Со Хюн · Хон Хе Сон · Чон А Рам · Ким Хён Чжин · Республика Корея |